# 新見市議会
新見市議会（にいみしぎかい、英語: Niimi City Council）は、岡山県新見市に設置されている地方議会である。2025年4月13日投開票され、15人（法定得票数に届かず、欠員1となった）（現職9人、元職1人、新人5人）が決まり、投票率は62・54％（過去最低）。

## 概要
- 定数：16人[3]（欠員1[1]）
- 任期：2025年4月24日 - 2029年4月23日[4]
- 選挙区：市全体を1選挙区とする大選挙区制（単記非移譲式）
- 議長：藤澤正則[5]（無所属）（2025年4月30日 - ）[6]
- 副議長：岡崎裕生[5]（無所属）（2025年4月30日（再任） - ）[6]
任期はともに申し合わせにより2年[6]。

## 会派
（令和7年5月現在）
| 会派名         | 議席数 | 議員名（◎は代表者）        | 女性議員数 | 女性議員の比率(%) |
| -------------- | ------ | -------------------------- | ---------- | ----------------- |
| 志政会         | 3      | 小河俊文、橋本尚典、堀江裕 | 0          | 0                 |
| みんなのにいみ | 3      | 林司朗、仲田芳人、古川英明 | 0          | 0                 |
| 無所属         | 9      |                            | 1          | 11.11             |
| 欠員           | 1      |                            |            |                   |
| 計             | 16     |                            | 1          | 6.25              |

## 党派
（令和7年4月13日現在）
- 公明党（1人）
- 日本共産党（1人）
- 無所属（13人）

## 委員会
（令和7年5月16日現在）
- 常任委員会
  - 総務消防常任委員会（定数10人）
  - 文教福祉常任委員会（定数10人）欠員1
  - 産業建設常任委員会（定数10人）欠員1
- 議会運営委員会（定数8人）
- 議会広報特別委員会（定数9人）

## 議員報酬
- 月額[9]
  - 議長：月額 425,000
  - 副議長：月額 355,000
  - 議員：月額 330,000
- 期末手当：6月および12月[9]
- 政務活動費：月額 3万円[10]

## 議会だより
- にいみ市議会だより（5月・8月・11月・2月）年4回発行

## 議会定数
| 投票日                         | 定数 | 立候補者 |
| ------------------------------ | ---- | -------- |
| 2009年4月12日                  | 22   | 25       |
| 2013年4月14日                  | 18   | 20       |
| 2017年4月9日告示 2017年4月16日 | 18   | 18       |
| 2021年4月11日                  | 16   | 17       |
| 2025年4月13日                  | 16   | 23       |

## 沿革
- 1954年 - 阿哲郡新見町・上市町・石蟹郷村・草間村・熊谷村・菅生村・豊永村・美穀村の2町6村が新設合併し、新見市が発足。
- 2005年 - 新見市、阿哲郡大佐町・神郷町・哲多町・哲西町の1市4町が対等合併し、新たに新見市が発足。
- 2023年12月18日、市議会の特別委員会は、現在の議員報酬額を（月額33万円）を3万円増の36万円に、政務活動費（同3万円）を3万円増の5万円にそれぞれ引き上げる方針[10]。